# Roßmarkt (Frankfurt am Main)
Der Roßmarkt ist ein Platz in der Innenstadt von Frankfurt am Main. In den Roßmarkt mündet von Südwesten die Kaiserstraße, von Westen die Große Gallusstraße und von Südosten her die Straße Am Salzhaus. Nach Norden geht der Roßmarkt in den Goetheplatz über, am östlichen Ende in den Platz An der Hauptwache. Hier zweigt auch die Katharinenpforte ab. Die 1678 bis 1681 erbaute Katharinenkirche, heute die evangelische Hauptkirche der Stadt, beherrscht diesen Teil des Platzes, während im Westen das Johannes-Gutenberg-Denkmal dominiert.

## Geschichte

### Mittelalter
Im frühen Mittelalter war der Roßmarkt ein freies Feld außerhalb der Stadtbefestigung, der so genannten Staufenmauer. Die Bockenheimer Pforte, später Katharinenpforte genannt, war eines der drei Stadttore, die in die Stadt führten. 1332 gestattete Kaiser Ludwig der Bayer der Stadt Frankfurt eine Stadterweiterung. Seitdem bildete das Gebiet innerhalb der Staufenmauer die Altstadt, während das von einer neu errichteten Mauer umfriedete Erweiterungsgebiet, zu dem auch der Roßmarkt gehörte, als Neustadt bezeichnet wurde. Die Neustadt war noch lange ein dünn besiedeltes Gebiet, in dem sich bis ins neunzehnte Jahrhundert noch zahlreiche Höfe und Gärten befanden. Auch der Roßmarkt blieb noch bis ins 17. Jahrhundert unbefestigt. Tausende von Pferden wurden hier jedes Jahr verkauft; größter Abnehmer war der Generalpostmeister aus dem Haus Thurn und Taxis. Der Merian-Plan von 1628 zeigt eine große Pferdeschwemme und eine Reihe von Pfählen, um die Tiere anzuleinen.
Bei schlechtem Wetter verwandelte sich der Platz in einen Sumpf. Um die Verkehrsverbindung zwischen Bockenheim und der Altstadt zu sichern, ließ der Rat deshalb nördlich des Roßmarktes einen gepflasterten Weg anlegen, den Steinweg. Bald siedelten sich im Umfeld des Roßmarktes zahlreiche Gasthöfe an. Auch für Ritterspiele wurde der weiträumige Platz genutzt, letztmals 1658.

### 17. und 18. Jahrhundert

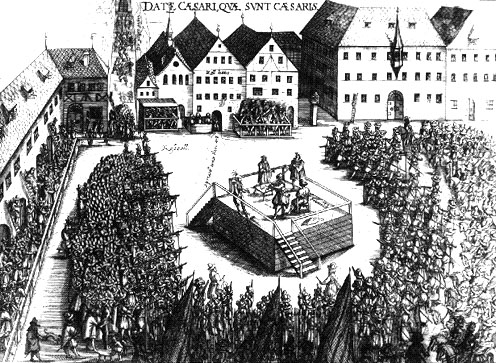
Hinrichtung von Vinzenz Fettmilch 1616 auf dem Roßmarkt

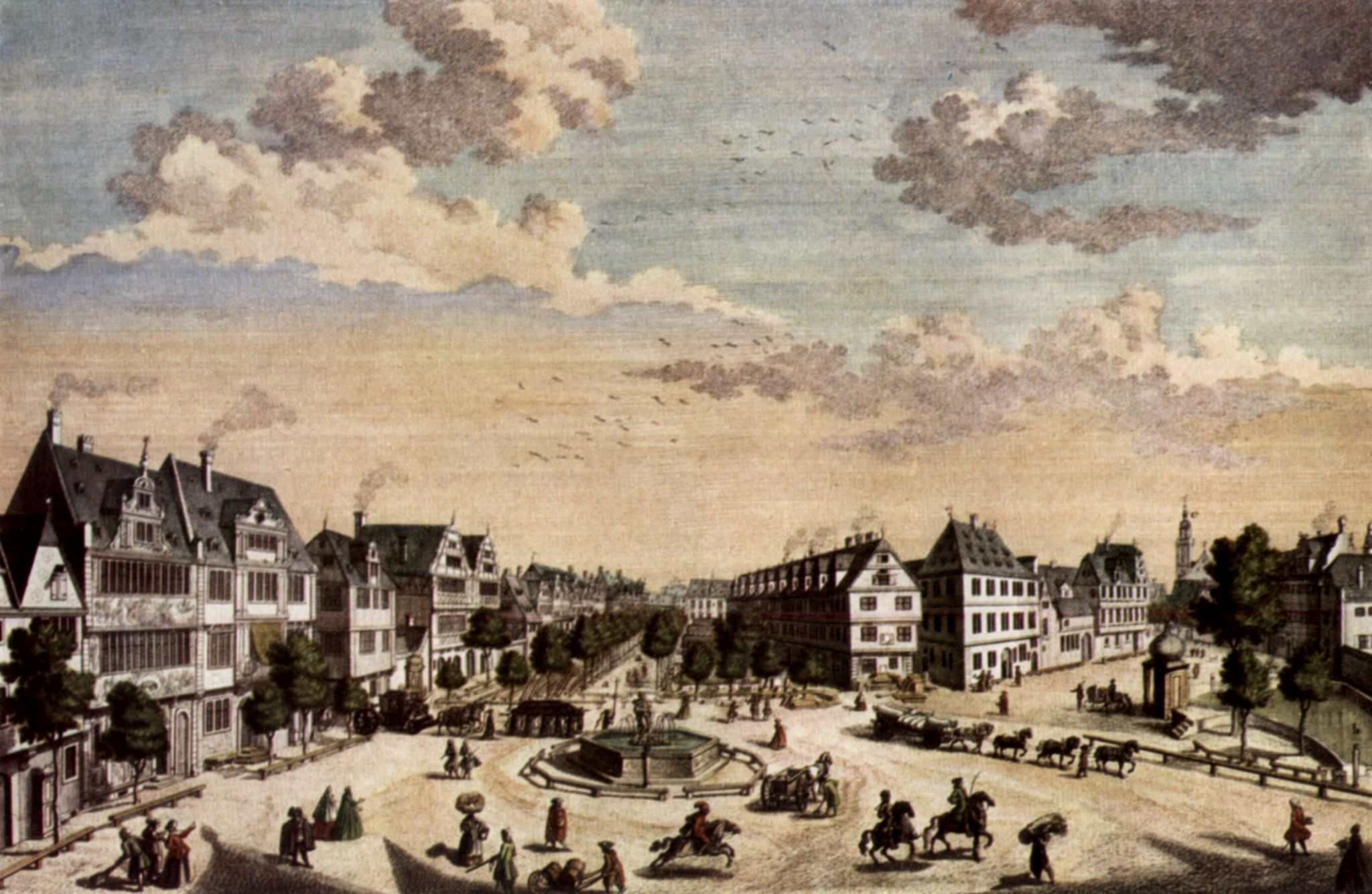
Der Roßmarkt 1738

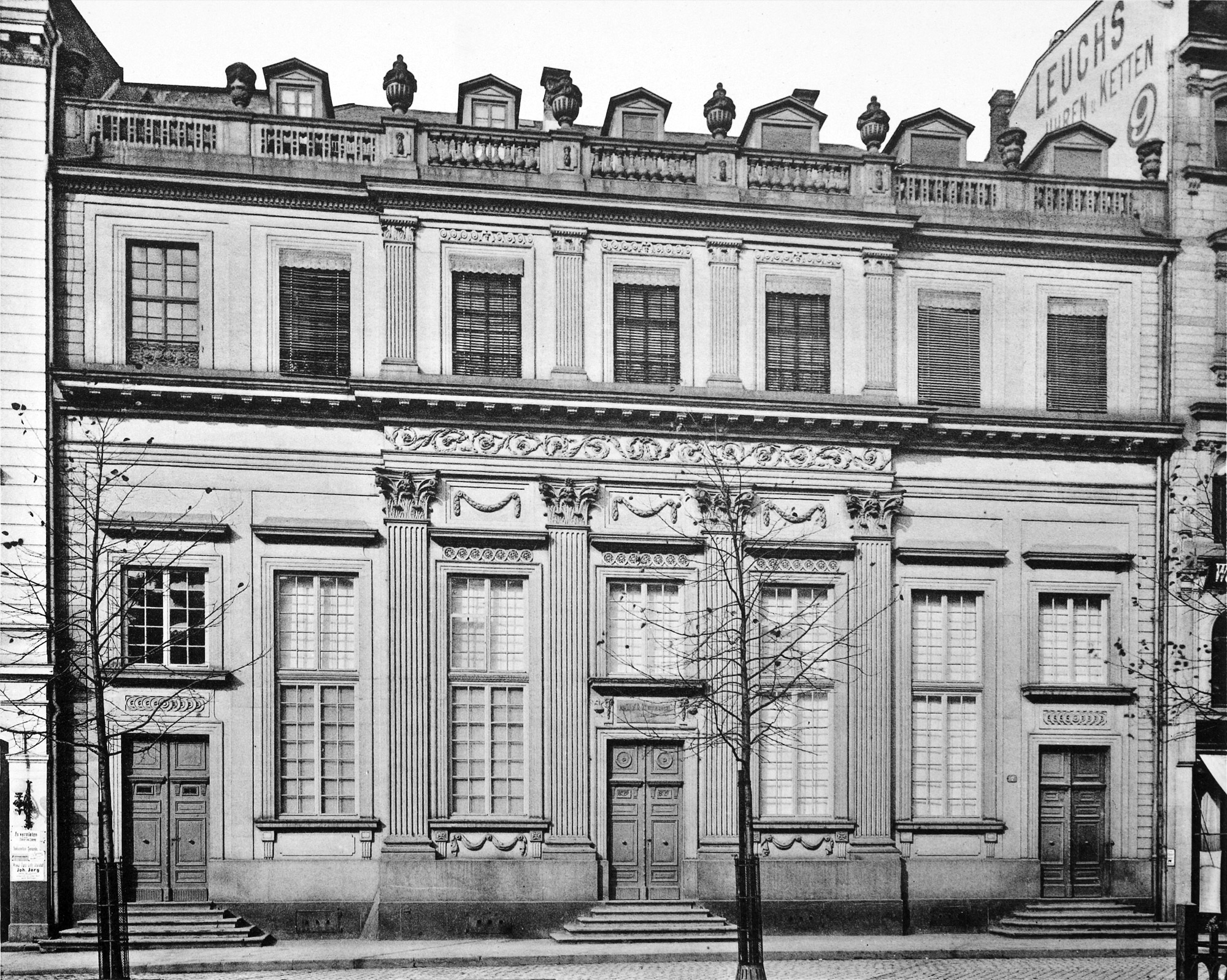
Die französisch-reformierte Kirche – 1944 zerstört

Im 17. und 18. Jahrhundert diente der Roßmarkt als eine der vier Richtstätten in Frankfurt am Main. Zu den bekanntesten Delinquenten, die hier ihren Kopf verloren, gehörten 1616 der Aufrührer Vinzenz Fettmilch und acht seiner Spießgesellen. Auf dem nahe gelegenen Platz neben der Hauptwache wurde 1772 die Dienstmagd Susanna Margaretha Brandt, das Vorbild für Goethes Gretchen, durch das Schwert getötet. 1799 fand die letzte öffentliche Hinrichtung in Frankfurt auf dem Roßmarkt statt. Ein Häfnermeister wurde für den Mord an seiner Frau enthauptet.
Zahlreiche fliegende Verkaufsstände, vor allem für Töpferwaren aus dem Kannenbäckerland und aus Franken, erregten den Missmut der städtischen Obrigkeit. 1666 ließ der Rat daher den Platz mit Bäumen bepflanzen und an der so entstandenen Stadtallee in Richtung Norden eine Zeile gleichgebauter Reihenhäuser errichten, die so genannten Neuen Häuser. Ein Teil von ihnen überlebte sogar die Kriegszerstörungen von 1944, wurde dann aber enteignet und zugunsten einer Verbreiterung des Platzes abgebrochen.
Ende des 18. Jahrhunderts verschwanden die älteren Häuser am Nord- und Südrand des Roßmarktes und wurden durch Neubauten im damals modernen klassizistischen Stil ersetzt. Einer der ersten war die 1789 bis 1792 erbaute Französisch-reformierte Kirche im Westen des Roßmarktes. Sie wurde 1944 zerstört und nicht wieder aufgebaut.
Ihre Pläne stammten von dem französischen Architekten Nicolas Alexandre Salins de Montfort, der auch zwei weitere Neubauten am Roßmarkt schuf: Den berühmten Englischen Hof, erbaut 1797, sowie das gegenüber gelegene, 1799 errichtete Palais de Neufville mit seinem halbkreisförmigen Hof. Weiter östlich an der Ecke zur Katharinenpforte lag der 1755 durch den lombardischen Weinhändler Josef Maria Belli erbaute Palazzo Belli, daneben das Haus zum Goldenen Brunnen, in dem Catharina Elisabeth Goethe von 1795 an ihre letzten 13 Lebensjahre verbrachte. In ihren Briefen schrieb sie, dass der Platz vor ihrem Haus ohne Zweifel die beste Aussicht von ganz Frankfurt biete.

### 19. und 20. Jahrhundert

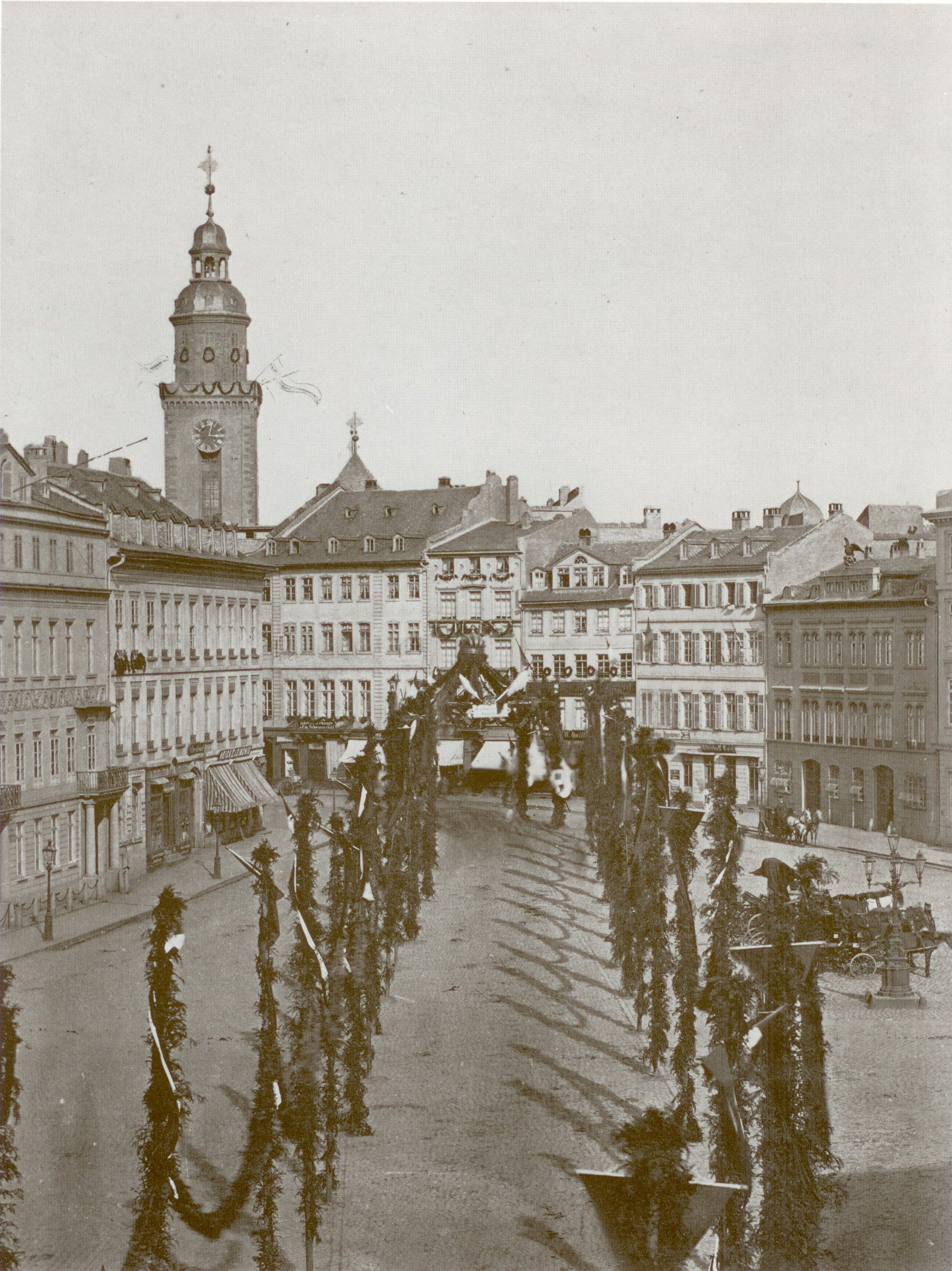
Der Roßmarkt 1871

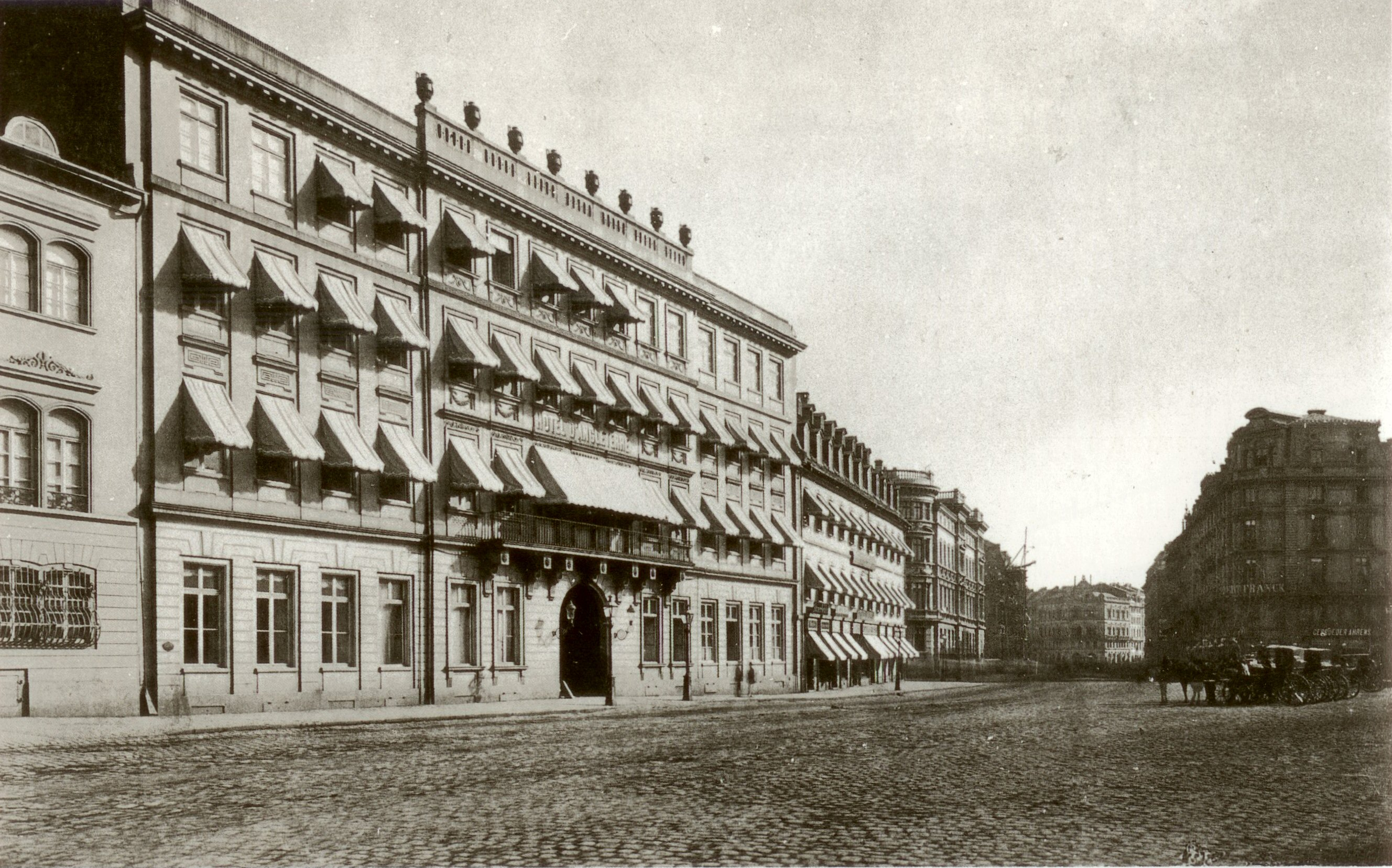
Der Englische Hof

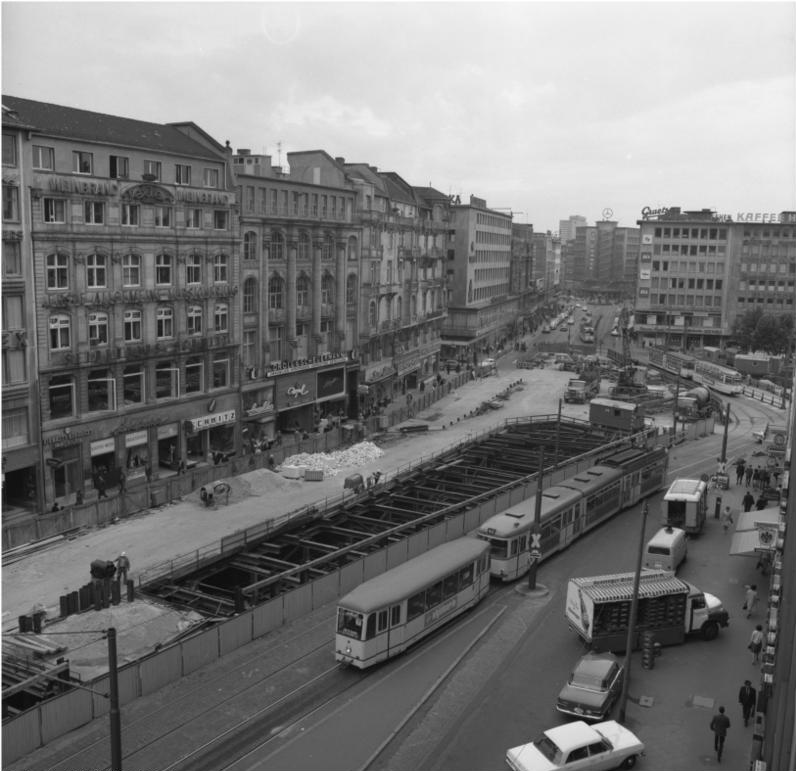
Der Roßmarkt während der Bauarbeiten für die Frankfurter U-Bahn

1816 stiftete der Kaufmann und Kunstsammler Johann Friedrich Städel seine Sammlung und sein am Roßmarkt gelegenes Haus testamentarisch für das Städelsche Kunstinstitut.
Die ehemalige Stadtallee im mittleren Teil des Roßmarkts heißt seit 1844 Goetheplatz, weil hier das von Ludwig Schwanthaler geschaffene Goethedenkmal seinen Platz fand. Seit dem Zweiten Weltkrieg stand es bis Ende Januar 2007 weiter westlich in der Gallusanlage. Nach seiner Restaurierung kehrte es am 13. August 2007 an seinen angestammten Platz zurück.
Der nördliche Teil des Roßmarkts wurde seit 1780 Comoedienplatz oder Theaterplatz genannt, nach dem 1780 von Johann Andreas Liebhardt errichteten Frankfurter Stadttheater. Vor dem Bau des Theaters wurde in Frankfurt nur auf behelfsmäßig errichteten Bühnen oder in Zelten Theater gespielt. Das alte Stadttheater wurde 1904 nach dem Neubau des Schauspielhauses abgerissen. Der Platz erhielt in der Weimarer Republik den Namen Rathenauplatz, nach dem 1922 von nationalistischen und antisemitischen Terroristen ermordeten Reichsaußenminister Walther Rathenau. Während der Zeit des Nationalsozialismus von 1933 bis 1945 trug er den Namen Horst-Wessel-Platz.
Auf dem südlichen Roßmarkt steht bis heute das Gutenberg-Denkmal, ein 1854 bis 1858 entstandenes Werk des Bildhauers Eduard Schmidt von der Launitz. Es wurde in der damals neuen, von dem Frankfurter Physiker Rudolf Christian Böttger entwickelten Technik der Galvanoplastik ausgeführt. Auf einer Säule stehen die drei Figuren von Gutenberg, Schöffer und Fust, an den Ecken Allegorien der vier Wissenschaften (Theologie, Philosophie, Medizin, Rechtswissenschaft) und Verkörperungen der vier ersten Druckerstädte Mainz, Venedig, Straßburg und Frankfurt am Main.
Bis 1872 konnte man den Roßmarkt nach Westen nur über die Große Gallusstraße verlassen. Im Süden schlossen die weitläufigen Gärten des Weißen Hirschs und des von Cronstettenschen Damenstifts den Platz ab. 1872 bis 1876 entstand hier der Straßendurchbruch der Kaiserstraße, die über den Kaiserplatz eine Verbindung vom Roßmarkt zu den Frankfurter Westbahnhöfen schuf.
Ende des 19. Jahrhunderts wurden die klassizistischen Bauten am Roßmarkt größtenteils abgerissen und durch historistische Neubauten ersetzt. Der größte von ihnen war das 1904 entstandene repräsentative Bankgebäude der Disconto-Gesellschaft. Das Gebäude wurde 1929 von der Deutsche Bank AG übernommen und war von 1957 bis 1984 Hauptsitz dieses Unternehmens.
Am Roßmarkt 10 in Frankfurt am Main wurde 1885 bis 1888 das Geschäftshaus der Versicherungsgesellschaft „Germania“ in Stettin nach Entwürfen des Architekturbüros Kayser und von Großheim aus Berlin erbaut. Am Roßmarkt 13 wurden im Jahre 1904 das neue Seidenhaus Schwarzschild-Ochs von der Baufirma Philipp Holzmann & Cie. nach Entwürfen der Architekten Hermann Ritter d. Ä. und Hellmuth Cuno erbaut. Das Haus Roßmarkt 15 wurde nach Entwürfen der Frankfurter Architekten Josef Rindsfüßer und Martin Kühn erbaut. Das Gebäude ist erhalten. Es entstand an Stelle des im Jahr 1904 abgebrochenen Hotels Englischer Hof (Hotel d’Angleterre), das 1797 von Nicolas Salins de Montfort im Auftrag des Gastwirts / Hotelier Lippert errichtet wurde und von 1808 bis 1829 Veranstaltungslokal der Konzerte der Frankfurter Museumsgesellschaft war.

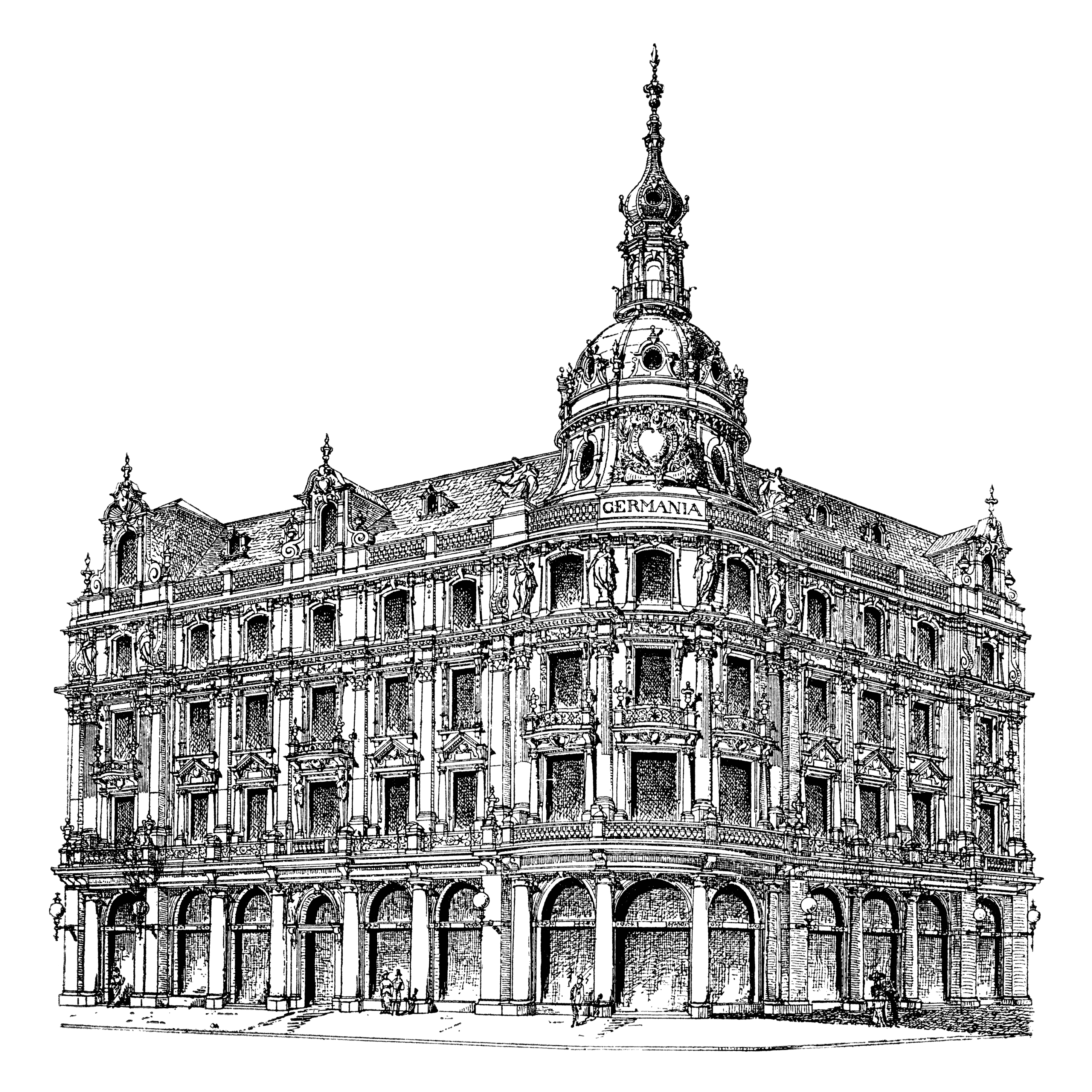
Geschäftshaus der Versicherungs- gesellschaft „Germania“ am Roßmarkt 10
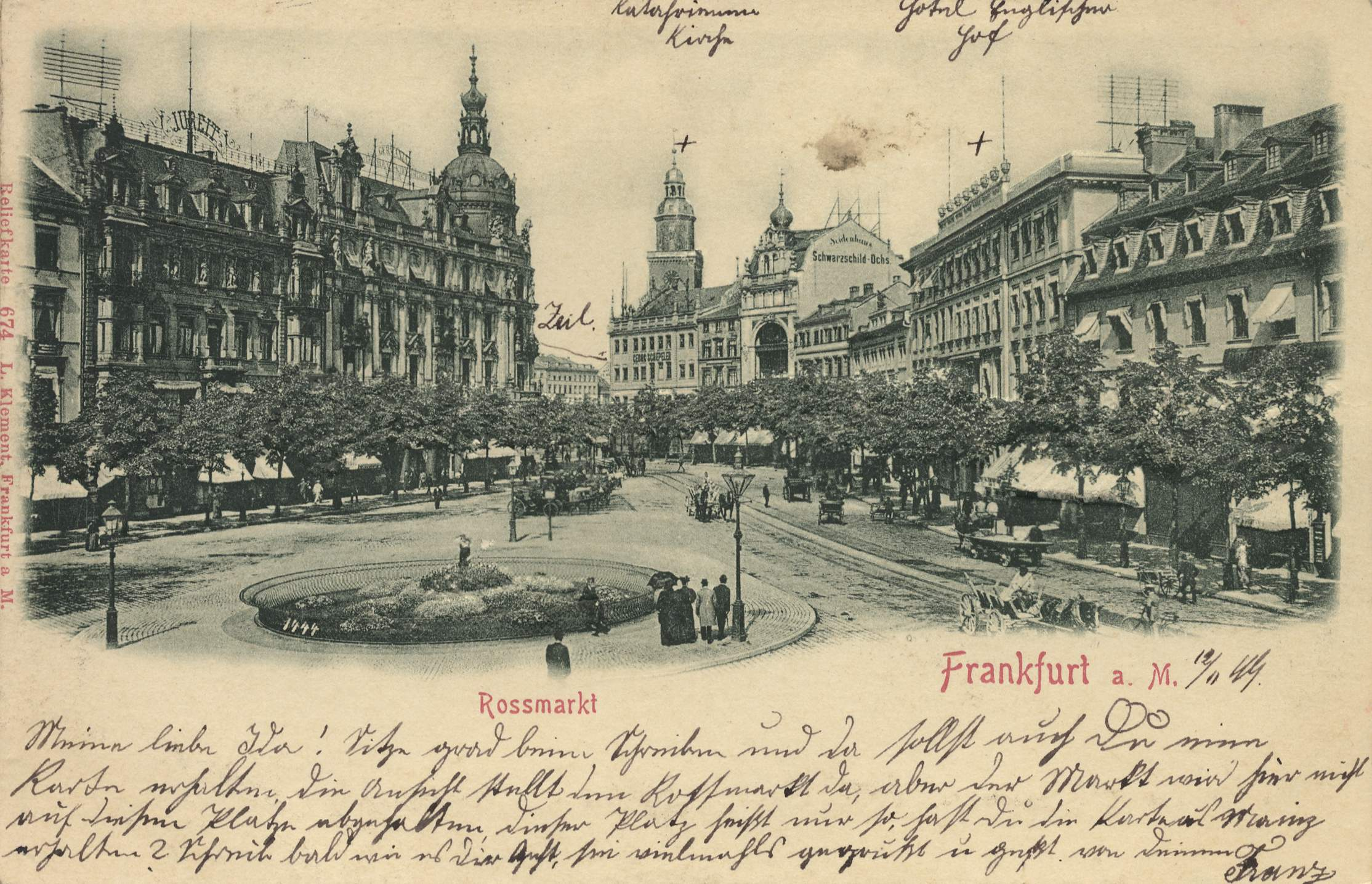
Geschäftshaus der Versicherungs- gesellschaft „Germania“, links und Seidenhaus Schwarzschild-Ochs, rechts
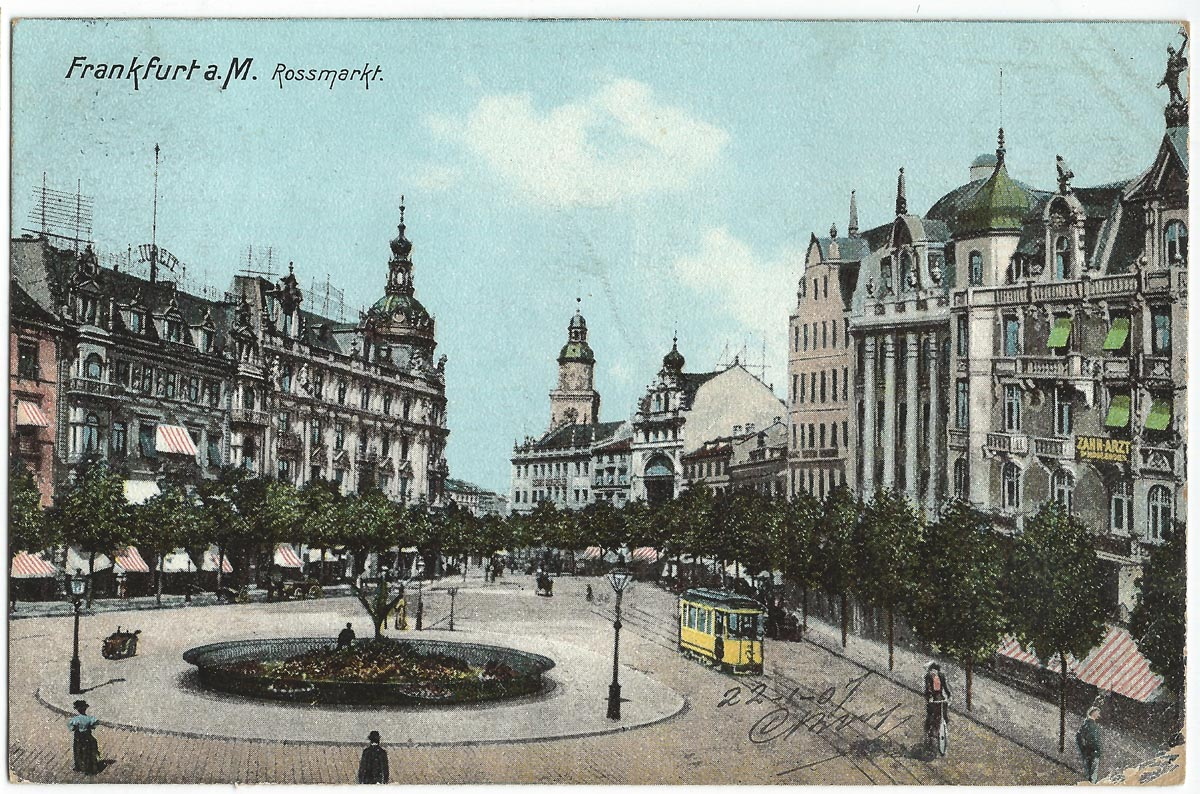
Nr. 13/15 Englischer Hof 1904 abgerissen, auf der Karte ist schon der Neubau.
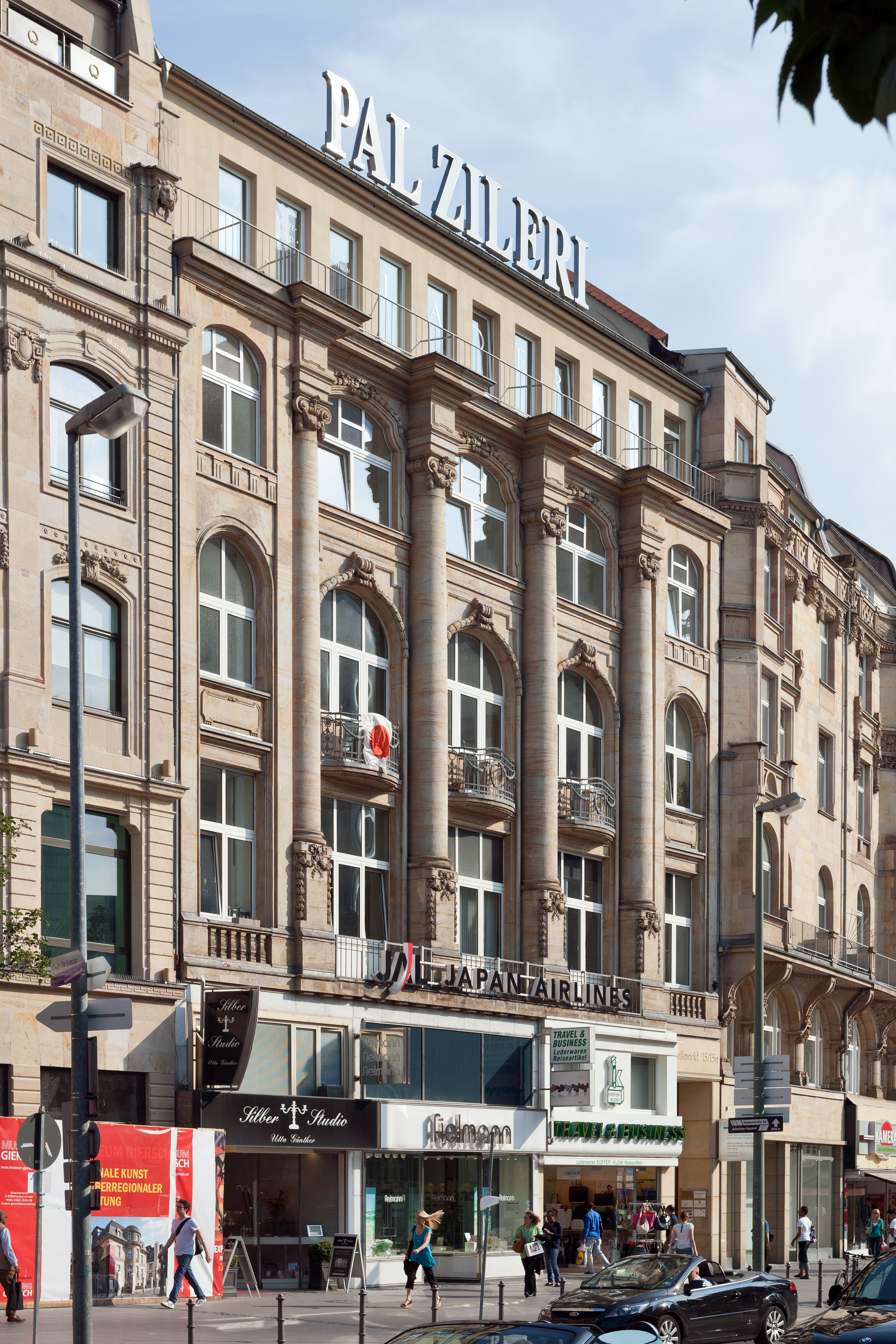
Haus Nr. 15 ist erhalten

Im 20. Jahrhundert entwickelte sich der Roßmarkt zu einem Brennpunkt des städtischen Verkehrs. Mehrere Straßenbahnlinien, darunter die Vorortlinien der Frankfurter Lokalbahn AG, führten über den Roßmarkt. Erst 1978 mit der Stilllegung der Straßenbahn auf der Zeil verschwanden die Straßenbahngleise aus dem östlichen Teil des Roßmarkts, 1986 mit der Eröffnung der U-Bahn-Linien U6 und U7 auch aus dem südlichen Bereich.

## Der Roßmarkt heute

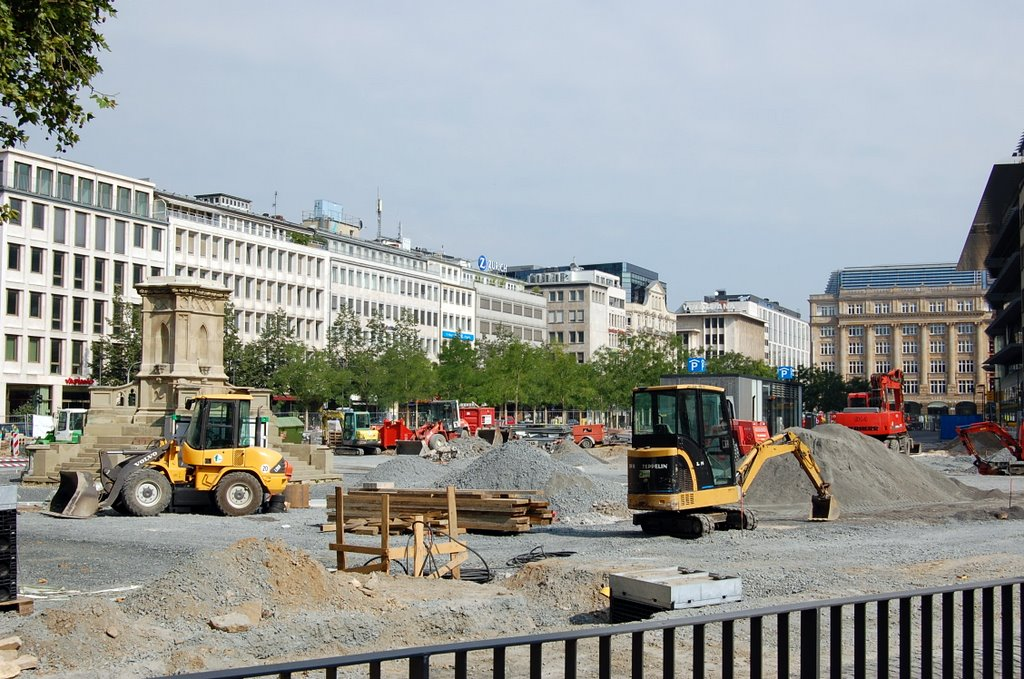
Umbauarbeiten am Roßmarkt 2007

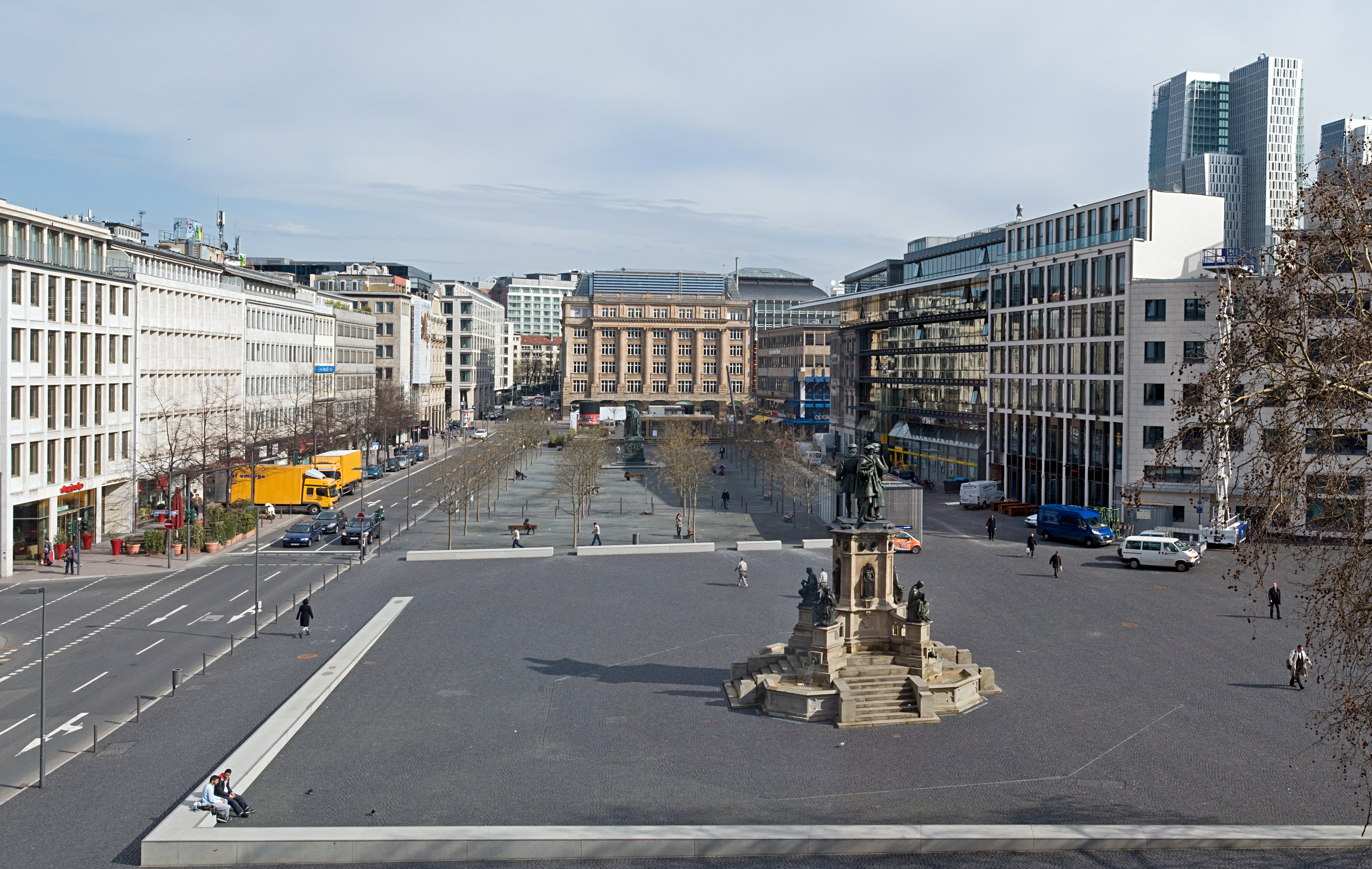
Blick vom Roßmarkt auf den Goethe- und Rathenauplatz heute

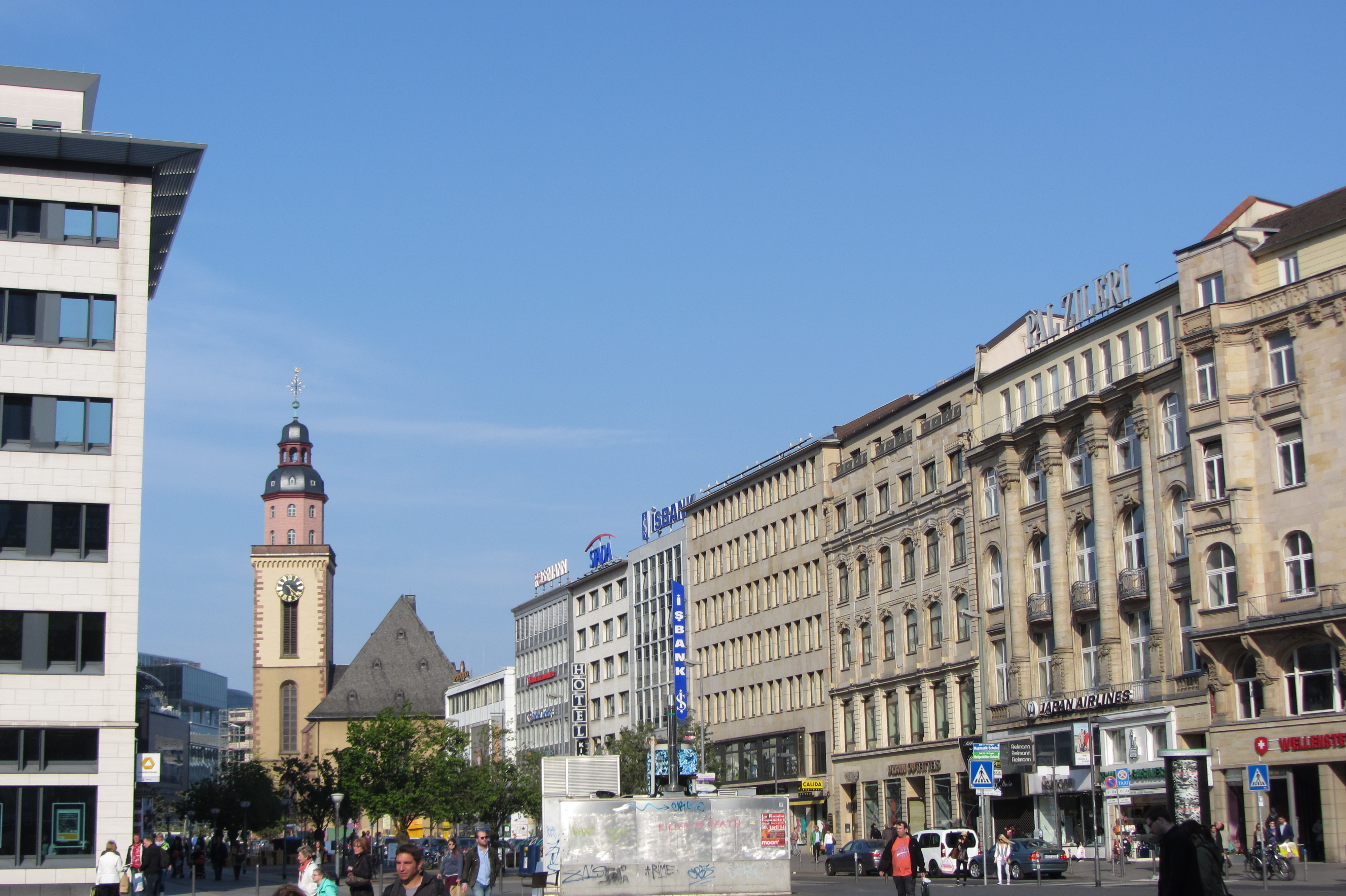
Die Südseite des Roßmarkts mit der Katharinenkirche

Die Zerstörungen durch die Luftangriffe auf Frankfurt am Main des Zweiten Weltkrieges und der Wiederaufbau haben den Roßmarkt deutlich verändert. In den 1960er Jahren baute man eine Fußgängerunterführung, um den Fußgängerverkehr vom Straßenverkehr zu entkoppeln. Sie wurde jedoch niemals angenommen und Anfang der 1990er Jahre aufgrund von Vandalismus wieder geschlossen. 1998 wurde in der ehemaligen Unterführung nach Plänen des Frankfurter Architekten Bernd Mey, der mit mehreren Architekturpreisen ausgezeichnete Techno-Club U60311 eröffnet, benannt nach der Postleitzahl der Frankfurter Innenstadt.
Seit Ende 2006 befindet sich unter dem Goetheplatz eine Tiefgarage für 600 Stellplätze. Ihren Eingang bildet ein gläserner Pavillon auf dem Roßmarkt an der Grenze zum Goetheplatz. Im Rahmen dieses Projektes wurde das Gutenberg-Denkmal renoviert und das Goethe-Denkmal an seinen angestammten Ort auf dem Goetheplatz zurückversetzt. Seit 1. Juni 2008 ist die Umgestaltung des Platzes, nach einem Entwurf der Berliner Landschaftsarchitektin Gabriele G. Kiefer, abgeschlossen.
Während der Fußball-Europameisterschaft 2008 wurde der Roßmarkt für Public-Viewing gesperrt. Man konnte dort alle Spiele der EM kostenlos verfolgen. Auch zur Fußball-Weltmeisterschaft 2010 bestand dieses Angebot.